# 小烏蘭河
小烏蘭河是俄羅斯的河流，由奧倫堡州負責管轄，屬於薩馬拉河的右支流，河道全長199公里，流域面積約2,350平方公里，河水主要來自融雪，每年十一月至翌年四月結冰。